# Крутовцы
Крутовцы́ (бел. Крутаўцы) — деревня в Барановичском районе Брестской области Беларуси. Входит в состав Молчадского сельсовета. Население по переписи 2019 года — 10 человек.

## География
Расположена в 21 км (35 км по автодорогам) к северо-западу от центра Барановичей, на расстоянии 10,5 км (15 км по автодорогам) к востоку-юго-востоку от центра сельсовета, деревни Молчадь.

## История
По переписи 1897 года — деревня Городищенской волости Новогрудского уезда Минской губернии, 61 двор. В 1909 году — 77 дворов.
После Рижского мирного договора 1921 года — в составе гмины Городище Новогрудского повета Новогрудского воеводства Польши.
С 1939 года — в составе БССР, в 1940–62 годах — в Городищенском районе Барановичской, с 1954 года Брестской области. Затем передана в состав Барановичского района. С конца июня 1941 года до июля 1944 года оккупирована немецко-фашистскими войсками, убиты семь человек и разрушено 79 домов.

## Население
На 1 января 2021 года насчитывалось 10 жителей в 9 хозяйствах, в том числе 4 трудоспособных и 6 пенсионеров.
| Численность населения (по переписи) | Численность населения (по переписи) | Численность населения (по переписи) | Численность населения (по переписи) | Численность населения (по переписи) | Численность населения (по переписи) |
| 1897                                | 1909                                | 1921                                | 1999                                | 2009                                | 2019                                |
| ----------------------------------- | ----------------------------------- | ----------------------------------- | ----------------------------------- | ----------------------------------- | ----------------------------------- |
| 387                                 | ↗460                                | ↘212                                | ↘39                                 | ↘28                                 | ↘10                                 |